# NGC 4253
NGC 4253 is een balkspiraalstelsel in het sterrenbeeld Hoofdhaar. Het hemelobject werd op 3 februari 1788 ontdekt door de Duits-Britse astronoom William Herschel.

## Synoniemen
- UGC 7344
- IRAS 12159+3005
- MCG 5-29-51
- ZWG 158.61
- MK 766
- KUG 1215+300
- PGC 39525